# Cavriana-observatoriet
Cavriana-observatoriet-observatoriet (italienska: Osservatorio di Cavriana), är ett observatorium i Monte Pagano, Cavriana, Italien.
Minor Planet Center listar observatoriet som upptäckare av 2 asteroider.

## Asteroider upptäckta av Cavriana-observatoriet
| 4335 Verona      | 1 november 1983 |
| (58143) 1983 VD7 | 1 november 1983 |